# 石川乃奈
石川 乃奈（いしかわ のな）は、日本の女性声優。主にアダルトゲームに声をあてている。

## 人物
学生時代は演劇部に所属し、部の友人から声優やアニメの話を聞き、運動が苦手だったため「声優なら動かなくて済む」と考えて声優を志す。その後声優養成所へ通い「動かなきゃやっぱりだめだ」と気付いたが、芝居自体は楽しかったため続けていた。養成所の先生から先生自身が開設する事務所へ誘われて入社し、事務所オーティションなどを経ないまま声優業界へ入った。

## 出演
太字はメインキャラクター。

### アダルトアニメ
- BLIND NIGHT ～終焉～（2004年、一条のぞみ）

### アダルトゲーム
1998年
- P.S.@【ぴ〜えす】（桜）

1999年
- P.S.2〜真実の扉〜（玲）
- ふたり（木蘭）

2000年
- P.S.3〜ハーレムナイト〜（静）
- 夏色のエプロン（神原優紀）

2001年
- 駅弁（麗華車）

2003年
- どきどきクローゼット（ミィス）
- パラレルの恋人（時多小頼[2]）
- やきにくくりぷうぴ

2004年
- 黒薔薇は夜に咲く（ロリエ）

2006年
- ウィズ アニバーサリィー（ディアナ＝セレンディル[3]） - 2作品
- この青空に約束を―（羽山海己[4]）
- フォセット - Cafe au Le Ciel Bleu -（羽山海己）

2007年
- 女経営者 絵里子（大神絵里子[5]）
- Clear -クリア-（近藤杏子、さえ、小柳良子）[6]
- Xross Scramble（羽山海己）
- マブラヴ ALTERED FABLE（碓氷大尉、神谷少尉）

2008年
- オトメクライシス（羽山海己）

2009年
- 才気煥発才色兼備の君たちへ（主人公の母親）
- Sweetest Maman!（葛木今日子[7]）
- 星空のメモリア -Wish upon a shooting star-（小河坂詩乃[8]）

2010年
- 楽園のルキア Blood Moon Rising（天音穂乃花）
- 優しい図書館 第一巻「カイカン」（彼方苑子）
- おしかけ！アントルメ（狩野川誉）
- se・きらら（神楽早矢）

2011年
- いろとりどりのセカイ（白[9][10]）

2012年
- いろとりどりのヒカリ（白）

2014年
- アストラエアの白き永遠（千川希）

2016年
- 時を紡ぐ約束（神宮美里）

2021年
- ハッピーライヴ ショウアップ!（ユリコ先生[11]）

2023年
- ハッピーライヴ ショウアップ! アンコール!!（ユリコ先生）[12]

### 一般向ゲーム
- この青空に約束を― てのひらのらくえん（2009年、羽山海己）
- いろとりどりのセカイ WORLD'S END -RE:BIRTH-（2015年、白）

### ドラマCD
- この青空に約束を― メモリアルストーリーズ（2007年、羽山海己）

### 音楽CD
| 発売日        | 商品名                                       | 歌                                                                                 | 楽曲                   | 備考                                            |
| ------------- | -------------------------------------------- | ---------------------------------------------------------------------------------- | ---------------------- | ----------------------------------------------- |
| 2006年3月31日 | この青空に約束を― オリジナルサウンドトラック | つぐみ寮寮生会合唱団（石川乃奈、河合春華、草柳順子、北都南、篠崎双葉、紫苑みやび） | 「さよならのかわりに」 | PCゲーム『この青空に約束を―』エンディングテーマ |